# فيليب كولين
فيليب كولين (بالألمانية: Philipp Collin)‏ (28 أكتوبر 1990 في ألمانيا - ) هو لاعب كرة طائرة ألمانيا في مركز وسط ‏. لعب مع Tours VB ‏.

## وصلات خارجية
- فيليب كولين على موقع الاتحاد الأوروبي (الإنجليزية)
- فيليب كولين على موقع عالم الكرة الطائرة (الإنجليزية)
- فيليب كولين على موقع الدوري الألماني للكرة الطائرة (الألمانية)
- فيليب كولين على موقع Deutscher Volleyball-Verband (الألمانية)
- فيليب كولين على موقع Ligue Nationale de Volley (الفرنسية)